# Linda Nosková
Linda Nosková (nascida em 17 de novembro de 2004) é uma tenista profissional tcheca. Ela tem o recorde de sua carreira no ranking de simples da Women's Tennis Association (WTA) de nº 50, alcançado em 6 de fevereiro de 2023, e o recorde de carreira de duplas no ranking mundial de nº 160, definido em 3 de outubro de 2022. Em agosto de 2022, ela se tornou a jogadora mais jovem no top 100, uma distinção que Coco Gauff já havia conquistado em outubro de 2019. No Circuito ITF, ela conquistou quatro títulos de simples e três títulos de duplas. Seu maior título até agora foi no torneio US$ 100k Reinert Open [en] de 2022 em Versmold.
Desde cedo, Nosková deu sinais de se tornar uma tenista promissora. Como júnior, ela alcançou o 5º lugar mundial no ranking, conquistado em 14 de junho de 2021. Apesar de ter apenas quatro participações no Grand Slam como júnior (por duas em ambos os eventos), ela venceu o Aberto da França de 2021 no evento feminino. Além disso, ela chegou à semifinal de duplas femininas na mesma edição, bem como às quartas de final do Australian Open de 2020.

## Vida pregressa
Nosková cresceu na aldeia de Bystřička na região de Vsetín. Seu primeiro contato com o tênis foi aos sete anos, quando começou a treinar em Valašské Meziříčí. Três anos depois, ela se tornou jogadora do TK Na Dolina em Trojanovice, perto de Frenštát pod Radhoštěm. Em 2018, ela se mudou para Přerov por causa do tênis.

## Carreira júnior
Nosková conquistou o título individual feminino júnior do Aberto da França de 2021. Em 14 de junho de 2021, ela alcançou o 5º lugar mundial no ranking combinado de juniores da ITF.

## Carreira profissional

### 2019-21: Quatro títulos do Circuito ITF
Nosková fez sua estreia no Circuito Feminino da ITF em julho de 2019 no torneio US$ 25k Torino na qualificatória. Apesar de não ter conseguido chegar ao sorteio principal, chegou às quartas de final nas duplas. Em outubro do mesmo ano, ela fez sua estreia no sorteio principal de simples no torneio US$ 15k Lousada e também venceu sua primeira partida como sênior. Na semana seguinte, na mesma cidade, chegou à sua primeira semifinal. Um mês depois, ela chegou a outra semifinal, desta vez no evento US$ 15k Milovice em seu país natal.
Sua temporada de 2020 começou em agosto na chave de qualificatória do Prague Open, mas ela perdeu para Laura Ioana Paar [en]. Três semanas depois, ela fez sua estreia no WTA Challenger Tour, jogando no Sparta Praga Open. Participando dele após receber um "wild card", ela perdeu para Mayar Sherif na primeira rodada. Ela terminou sua temporada com o torneio de US$ 25k em Přerov, onde perdeu para Barbora Krejcíková na primeira rodada. Foi apenas seu terceiro torneio do ano, bem como seu único torneio em duplas. Em duplas, ela também perdeu na primeira rodada.
Nosková começou a temporada de 2021 em meados de fevereiro no evento US$ 15k Sharm El Sheikh, onde alcançou sua primeira final da ITF. Depois de perder para Shalimar Talbi [de] na final, ela chegou a outra semifinal lá mesmo na semana seguinte. Em março de 2021, ela ganhou seu primeiro título sênior da ITF no evento de US$ 15k em Bratislava, derrotando a também tcheca Tereza Smitková na final. Logo em seguida, ela ganhou outro evento de US$ 15k em Bratislava (títulos consecutivos), desta vez derrotando Iva Primorac na final. Em junho de 2021, ela chegou à semifinal do Macha Lake Open em Staré Splavy em ambos os eventos, perdendo para Zheng Qinwen em simples. Foi sua primeira semifinal de um evento de US$ 60.000, mas em agosto ela ganhou seu primeiro título de US$ 60.000 na Zubr Cup em Prerov. Na final, ela derrotou Alexandra Cadan?u-Ignatik. Em outubro, ela avançou para sua primeira final da ITF em duplas. Um mês depois, ela terminou o ano no torneio US$ 25k Milove, onde conquistou seu quarto título em simples e terminou como vice-campeã em duplas.

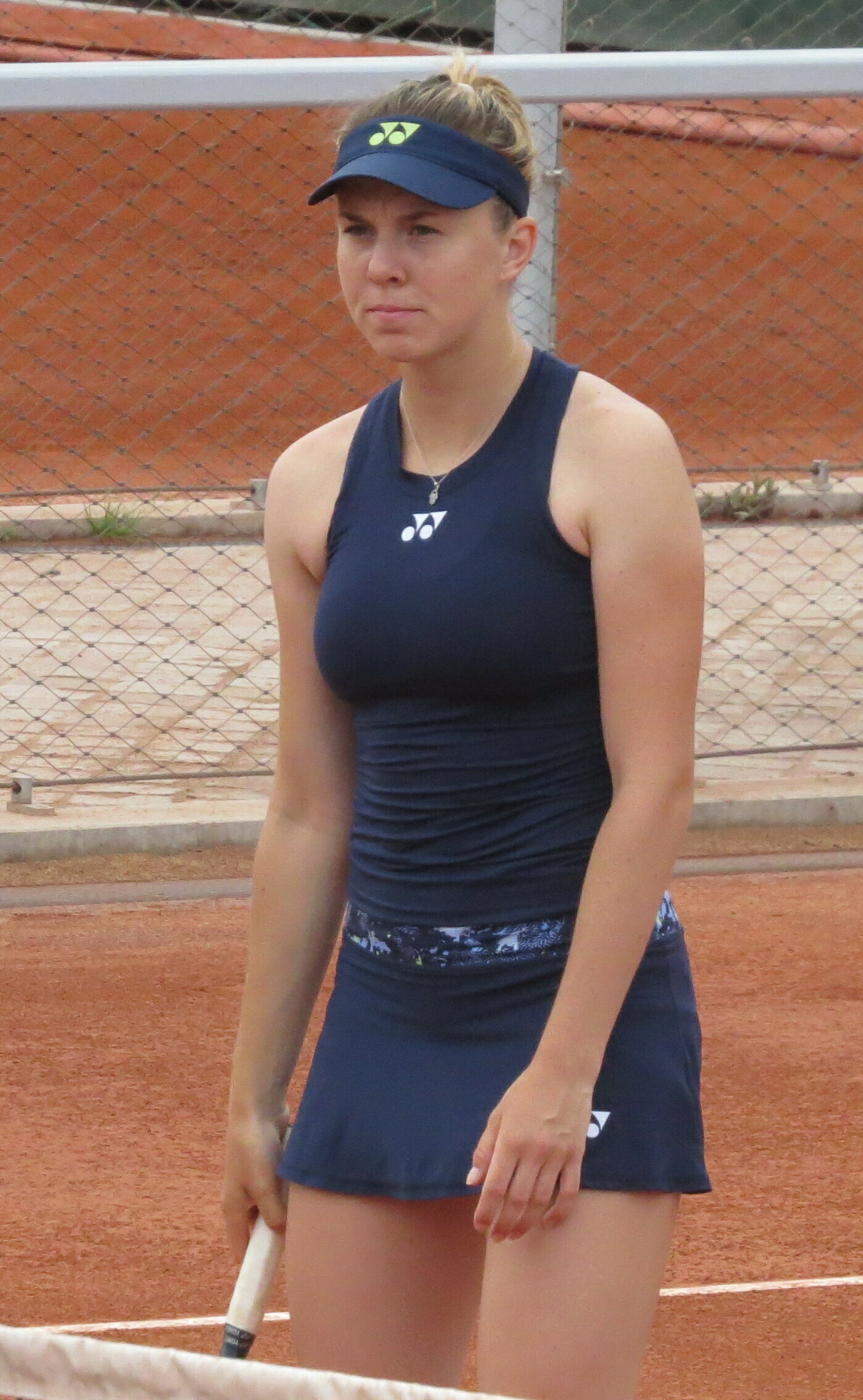
Estreando na chave principal de um Grand Slam, o Aberto da França de 2022.

### 2022: Estreias em Majors e no Top 100
Nosková fez sua estreia na chave principal de um Grand Slam no Aberto da França passando pela qualificatória, tornando-se a jogadora tcheca mais jovem a competir em um torneio Major desde Nicole Vaidišová (17 anos e 127 dias) no US Open de 2006 e a jogadora mais jovem a se classificar para o torneio desde Michelle Larcher de Brito, de 16 anos, em 2009. Na primeira rodada da chave principal, ela enfrentou a campeã do US Open, Emma Raducanu, mas perdeu apesar de vencer o primeiro set. Na semana seguinte, ela chegou às semifinais do Makarska International Championships.
Em julho, Nosková ganhou seu primeiro título de US$ 100.000 no Reinert Open [en] derrotando Ysaline Bonaventure na final. Três semanas depois, ela entrou em sua primeira semifinal do WTA Tour no Prague Open, onde perdeu para a compatriota e posteriormente campeã, Marie Bouzková. Lá ela marcou sua primeira vitória no top 50, após derrotar Alizé Cornet na segunda rodada. Este resultado levou-a pela primeira vez ao top 100, no nº 94 do mundo, tornando-se a mulher mais jovem do top 100, distinção que Coco Gauff já detinha desde outubro de 2019. Ao chegar às semifinais, tornou-se a checa mais jovem a alcançar uma semifinal de nível de turnê desde Vaidišová (17 anos, 189 dias) em Linz em 2006.
No US Open, ela competiu em sua segunda qualificatória para o Grand Slam e avançou para a chave principal com três vitórias na qualificatória. Na segunda rodada, ela derrotou a ex-jogadora do Top 10 Eugenie Bouchard. No entanto, ela perdeu na primeira rodada da chave principal para Bouzková em uma partida de três sets. Em parceria com Lucie Hradecká, elas derrotaram as "Irmãs Williams em sua estreia em duplas em um torneio Major.

### 2023: Primeiras duas vitórias no Top 10, final do WTA, duas terceiras rodadas do WTA 1000, top 40
Classificada em 102º lugar no início do Adelaide International 1, ela passou pela qualificatória vencendo Anna Kalinskaya e Anastasia Potapova para chegar à chave principal. Na primeira rodada, ela venceu a número 8 do mundo, Daria Kasatkina, para obter sua primeira vitória no top 10, e na segunda, ela venceu a também vinda da qualificatória Claire Liu [en] para chegar às quartas de final do WTA 500. Ela derrotou a bicampeã de Majors e ex-número 1 do mundo, Victoria Azarenka, em um jogo duro de três sets nas quartas de final, vencendo o "tiebreak" do set final por 8–6, ao mesmo tempo em que salvou um match point. Ela então venceu a "cabeça de chave" e nº 2 do mundo, Ons Jabeur, para chegar à sua primeira final do WTA Tour, que perdeu para a segunda cabeça de chave Aryna Sabalenka em dois sets. Como resultado, ela subiu quase 50 posições no ranking para a 56ª posição. Apesar de estar bem classificada entre as 100 primeiras no início do Australian Open, Nosková precisou jogar a qualificatória para conseguir entrar na chave principal, devido à natureza repentina de sua ascensão na classificação. No entanto, ela perdeu na primeira rodada da qualificatória para o número 192 do mundo, Katherine Sebov [en].
Em agosto Nosková chegou à final do Prague Open onde perdeu para Nao Hibino em sets diretos.

### 2024: Quartas de final de Grand Slam, vitória sobre a número 1 do mundo
Nosková iniciou a temporada no torneio Brisbane International, onde a jovem estrela tcheca fez uma campanha convincente. Ela passou pela vinda da qualificatória, Tímea Babos na primeira rodada, pela cabeça de chave N° 10, Sorana Cîrstea na segunda e pela também vinda da qualificatória, Julia Riera [en], na terceira todos esses jogos em três sets. Nas quartas de final, enfrentou a revelação da temporada anterior Mirra Andreeva, jogo que venceu em sets diretos chegando assim à semifinal, jogo que perdeu para a segunda cabeça de chave e eventual campeã, Elena Rybakina em sets diretos. Depois disso, partiu para o Australian Open. Na campanha desse Major, ela derrotou a 31ª "cabeça de chave" Marie Bouzková na primeira rodada em sets diretos, a "wild card" McCartney Kessler [en] na segunda em jogo de três sets e obteve uma vitória surpreendente sobre a N° 1 do mundo  Iga Świątek na terceira, de virada em jogo de três sets. Na quarta rodada, ela venceu Elina Svitolina pois quando vencia o primeiro set, a adversária desistiu devido a uma contusão na região lombar. Nas quartas de final, perdeu para a vinda da qualificatória Dayana Yastremska em sets diretos.
Prosseguindo sua campanha em quadras duras, agora no Oriente Médio, Nosková participou do Abu Dhabi Open, onde, depois de passar pela qualificatória sem perder nenhum set, perdeu para a "lucky loser" Sara Sorribes Tormo na primeira rodada em jogo de três sets. Em Doha, chegou até às oitavas de final onde perdeu para Karolina Pliskova em jogo de três sets. No giro americano, ela perdeu para Iga Swiatek em Indian Wells e Miami na segunda rodada em jogos de dois e três sets respectivamente.
Nosková iniciou a temporada em quadras de saibro no Porsche Tennis Grand Prix onde venceu a cabeça de chave N° 8 Jelena Ostapenko na primeira rodada em convincentes sets diretos, mas perdeu na segunda para a "wild card" Emma Raducanu, também em sets diretos. No Aberto de Madri, ela perdeu seu jogo de estreia para Mirra Andreeva em jogo de três sets. Como cabeça de chave N° 29 no Aberto de Roma, ela venceu seu jogo de estreia contra Lucrezia Stefanini [en] em sets diretos, mas na rodada seguinte, perdeu para Zheng Qinwen em jogo de três sets. Já no Aberto da França, como cabeça de chave N° 27, venceu Harriet Dart, na primeira rodada em sets diretos, mas perdeu na segunda para Irina-Camelia Begu, também em sets diretos.
Nosková teve uma temporada em quadras de grama, curta e discreta, ficando na segunda rodada em Berlim, em Bad Homburg e em Wimbledon. De volta às quadras de saibro, Nosková participou do Aberto de Praga, no qual chegou às semifinais, onde acabou perdendo para Magda Linette em jogo de três sets. Logo em seguida, nos Jogos Olímpicos, perdeu para Wang Xiyu na primeira rodada em sets diretos.
Nosková retornou às quadras duras na América do Norte pelo Cincinnati Open, no qual perdeu para Lulu Sun na primeira rodada. Já no WTA 500 de Monterrey, depois de passar por Anna Danilina, Wang Xiyu, Elina Svitolina e Emma Navarro conquistou seu primeiro título no WTA Tour vencendo a mesma Lulu Sun na final.

## Quadros de linha de tempo
| V | F | SF | QF | #R | RR | Q# | P# | NQ | NP | Z# | PO | O | P | B | NTM | NTI | A | NO |

 •  (V) vencedor; (F) finalista; (SF) semifinalista; (QF) quartas de final; (#R) rodada 4, 3, 2, 1; (RR) round-robin; (Q#) rodada qualificatória;  (NQ) não qualificado; (NP) não participou;  (NO) não ocorreu; (TS) taxa de sucesso (eventos vencidos / participados); (V–P) jogos vencidos-perdidos.
 •  Para evitar confusões e contagem em duplicidade, esses quadros são atualizados após a conclusão de um torneio ou quando a participação de um jogador termina.

### Simples
| Torneio                            | 2022 | 2023 | TS                     | V–P                    | % de Vitórias          |
| ---------------------------------- | ---- | ---- | ---------------------- | ---------------------- | ---------------------- |
| Torneios Grand Slam                |      |      |                        |                        |                        |
| Australian Open                    | NP   | Q1   | 0 / 0                  | 0–0                    | –                      |
| Aberto da França                   | 1R   |      | 0 / 1                  | 0–1                    | 0%                     |
| Wimbledon                          | NP   |      | 0 / 0                  | 0–0                    | –                      |
| US Open                            | 1R   |      | 0 / 1                  | 0–1                    | 0%                     |
| Vencidos–Perdidos                  | 0–2  |      | 0 / 2                  | 0–2                    | 0%                     |
| WTA 1000                           |      |      |                        |                        |                        |
| Dubai / Qatar Open                 | NP   | NP   | 0 / 0                  | 0–0                    | –                      |
| Indian Wells Open                  | NP   | 3R   | 0 / 1                  | 2–1                    | 67%                    |
| Miami Open                         | NP   |      | 0 / 0                  | 0–0                    | –                      |
| Madrid Open                        | NP   |      | 0 / 0                  | 0–0                    | –                      |
| Italian Open                       | NP   |      | 0 / 0                  | 0–0                    | –                      |
| Canadian Open                      | NP   |      | 0 / 0                  | 0–0                    | –                      |
| Cincinnati Open                    | NP   |      | 0 / 0                  | 0–0                    | –                      |
| Wuhan Open                         | NO   |      | 0 / 0                  | 0–0                    | –                      |
| China Open                         | NO   |      | 0 / 0                  | 0–0                    | –                      |
| Guadalajara Open                   | NP   |      | 0 / 0                  | 0–0                    | –                      |
| Estatísticas da carreira           |      |      |                        |                        |                        |
| Torneio                            | 2022 | 2023 | TS                     | V–P                    | % de Vitórias          |
| Torneios                           | 4    | 4    | Total da carreira: 8   | Total da carreira: 8   | Total da carreira: 8   |
| Títulos                            | 0    | 0    | Total da carreira: 0   | Total da carreira: 0   | Total da carreira: 0   |
| Finais                             | 0    | 1    | Total da carreira: 1   | Total da carreira: 1   | Total da carreira: 1   |
| Vitórias/derrotas quadra dura      | 4–3  | 8–4  | 0 / 7                  | 12–7                   | 63%                    |
| Vitórias/derrotas quadra de saibro | 0–1  | 0–0  | 0 / 1                  | 0–1                    | 0%                     |
| Vitórias/derrotas quadra de grama  | 0–0  | 0–0  | 0 / 0                  | 0–0                    | –                      |
| Vitórias/derrotas geral            | 4–4  | 8–4  | 0 / 8                  | 12–8                   | 60%                    |
| % de Vitórias                      | 50%  | 67%  | Total da carreira: 60% | Total da carreira: 60% | Total da carreira: 60% |
| Ranking final de ano               | 91   |      | US$ 348,962            | US$ 348,962            | US$ 348,962            |

### Duplas
| Torneio                            | 2022 | 2023 | TS                     | V–P                    | % de Vitórias          |
| ---------------------------------- | ---- | ---- | ---------------------- | ---------------------- | ---------------------- |
| Torneios Grand Slam                |      |      |                        |                        |                        |
| Australian Open                    | NP   | NP   | 0 / 0                  | 0–0                    | –                      |
| Aberto da França                   | NP   |      | 0 / 0                  | 0–0                    | –                      |
| Wimbledon                          | NP   |      | 0 / 0                  | 0–0                    | –                      |
| US Open                            | 2R   |      | 0 / 1                  | 1–1                    | 50%                    |
| Vencidos–Perdidos                  | 1–1  |      | 0 / 1                  | 1–1                    | 50%                    |
| WTA 1000                           |      |      |                        |                        |                        |
| Dubai / Qatar Open                 | NP   | NP   | 0 / 0                  | 0–0                    | –                      |
| Indian Wells Open                  | NP   | NP   | 0 / 0                  | 0–0                    | –                      |
| Miami Open                         | NP   |      | 0 / 0                  | 0–0                    | –                      |
| Madrid Open                        | NP   |      | 0 / 0                  | 0–0                    | –                      |
| Italian Open                       | NP   |      | 0 / 0                  | 0–0                    | –                      |
| Canadian Open                      | NP   |      | 0 / 0                  | 0–0                    | –                      |
| Cincinnati Open                    | NP   |      | 0 / 0                  | 0–0                    | –                      |
| Wuhan Open                         | NO   |      | 0 / 0                  | 0–0                    | –                      |
| China Open                         | NO   |      | 0 / 0                  | 0–0                    | –                      |
| Guadalajara Open                   | NP   |      | 0 / 0                  | 0–0                    | –                      |
| Estatísticas da carreira           |      |      |                        |                        |                        |
| Torneio                            | 2022 | 2023 | TS                     | V–P                    | % de Vitórias          |
| Torneios                           | 3    |      | Total da carreira: 3   | Total da carreira: 3   | Total da carreira: 3   |
| Títulos                            | 0    |      | Total da carreira: 0   | Total da carreira: 0   | Total da carreira: 0   |
| Finais                             | 0    |      | Total da carreira: 0   | Total da carreira: 0   | Total da carreira: 0   |
| Vitórias/derrotas quadra dura      | 2–3  |      | 0 / 3                  | 2–3                    | 40%                    |
| Vitórias/derrotas quadra de saibro | 0–0  |      | 0 / 0                  | 0–0                    | –                      |
| Vitórias/derrotas quadra de grama  | 0–0  |      | 0 / 0                  | 0–0                    | –                      |
| Vitórias/derrotas geral            | 2–3  |      | 0 / 3                  | 2–3                    | 40%                    |
| % de Vitória                       | 40%  |      | Total da carreira: 40% | Total da carreira: 40% | Total da carreira: 40% |
| Ranking final de ano               | 180  |      |                        |                        |                        |

## Finais WTA na carreira

### Simples: 1 (1 vice)
| Legenda       |
| ------------- |
| Grand Slam    |
| WTA 1000      |
| WTA 500 (0–1) |
| WTA 250       |

| Finais por superfície |
| --------------------- |
| Duro (0–1)            |
| Grama (0–0)           |
| Saibro (0–0)          |
| Carpete (0–0)         |

| Status | V-D | Data     | Torneio                           | Nível   | Piso | Oponente        | Placar        |
| ------ | --- | -------- | --------------------------------- | ------- | ---- | --------------- | ------------- |
| Perdeu | 0–1 | Jan 2023 | Adelaide International, Austrália | WTA 500 | Duro | Aryna Sabalenka | 3–6, 6–7(4–7) |

## Finais do circuito ITF

### Simples: 7 (6 títulos, 1 vice)
| Legenda                    |
| -------------------------- |
| Torneios US$ 100,000 (1–0) |
| Torneios US$ 80,000        |
| Torneios US$ 60,000 (2–0)  |
| Torneios US$ 40,000        |
| Torneios US$ 25,000 (1–0)  |
| Torneios US$ 15,000 (2–1)  |

| Finais por superfície |
| --------------------- |
| Duro (4–1)            |
| Saibro (2–0)          |
| Carpete (0–0)         |
| Grama (0–0)           |

| Status | V-D | Data     | Torneio                        | Nível   | Piso     | Oponente                  | Placar             |
| ------ | --- | -------- | ------------------------------ | ------- | -------- | ------------------------- | ------------------ |
| Perdeu | 0–1 | Fev 2021 | ITF Sharm El Sheikh, Egito     | 15.000  | Duro     | Shalimar Talbi            | 3–6, 6–2, 3–6      |
| Venceu | 1–1 | Mar 2021 | ITF Bratislava, Eslováquia     | 15.000  | Duro (i) | Tereza Smitková           | 4–6, 7–6(7–4), 7–5 |
| Venceu | 2–1 | Mar 2021 | ITF Bratislava, Eslováquia     | 15.000  | Duro (i) | Iva Primorac              | 6–3, 7–6(7–4)      |
| Venceu | 3–1 | Ago 2021 | Zubr Cup, República Tcheca     | 60.000  | Saibro   | Alexandra Cadanțu-Ignatik | 6–7(2–7), 6–4, 6–3 |
| Venceu | 4–1 | Nov 2021 | ITF Milovice, República Tcheca | 25.000  | Duro (i) | Nikola Bartůňková         | 6–3, 6–4           |
| Venceu | 5–1 | Abr 2022 | Open de Seine-et-Marne, França | 60.000  | Duro (i) | Léolia Jeanjean           | 6–3, 6–4           |
| Venceu | 6–1 | Jul 2022 | Reinert Open, Alemanha         | 100.000 | Saibro   | Ysaline Bonaventure       | 6–1, 6–3           |

### Duplas: 5 (1 título, 4 vices)
| Legenda                   |
| ------------------------- |
| Torneios US$ 100,000      |
| Torneios US$ 80,000       |
| Torneios US$ 60,000 (1–0) |
| Torneios US$ 40,000       |
| Torneios US$ 25,000 (0–4) |
| Torneios US$ 15,000       |

| Finais por superfície |
| --------------------- |
| Duro (1–4)            |
| Saibro (0–0)          |
| Carpete (0–0)         |
| Grama (0–0)           |

| Status | V–D | Data     | Torneio                            | Nível  | Piso     | Parceira           | Oponentes                               | Placar           |
| ------ | --- | -------- | ---------------------------------- | ------ | -------- | ------------------ | --------------------------------------- | ---------------- |
| Perdeu | 0–1 | Out 2021 | ITF Netanya, Israel                | 25.000 | Duro     | Fanny Östlund      | Lina Glushko Shavit Kimchi              | 4–6, 2–6         |
| Perdeu | 0–2 | Nov 2021 | ITF Milovice, República Tcheca     | 25.000 | Duro (i) | Maja Chwalińska    | Sakura Hosogi Misaki Matsuda            | 6–3, 2–6, [8–10] |
| Perdeu | 0–3 | Jan 2022 | ITF Manacor, Espanha               | 25.000 | Duro     | Tereza Mihalíková  | Fernanda Contreras Andrea Lázaro García | 1–6, 4–6         |
| Perdeu | 0–4 | Fev 2022 | ITF Manacor, Espanha               | 25.000 | Duro     | Tereza Mihalíková  | Fernanda Contreras Andrea Lázaro García | 1–6, 6–3, [6–10] |
| Venceu | 1–4 | Fev 2022 | Nur-Sultan Challenger, Cazaquistão | 60.000 | Duro (i) | Ekaterina Makarova | Anna Sisková Maria Timofeeva            | 6–2, 6–3         |

## Finais júnior

### Torneios Grand Slam

#### Simples: 1 (título)
| Status | Ano  | Torneio          | Piso   | Oponente       | Placer        |
| ------ | ---- | ---------------- | ------ | -------------- | ------------- |
| Venceu | 2021 | Aberto da França | Saibro | Erika Andreeva | 7–6(7–3), 6–3 |

### Finais no circuito júnior

#### Simples: 5 (4 títulos, 1 vice)
| Legenda       |
| ------------- |
| Grade A (1–0) |
| Grade 1/ B1   |
| Grade 2 (3–1) |
| Grade 3       |

| Status | V–D | Data     | Torneio                     | Nível   | Piso   | Oponente           | Placar                  |
| ------ | --- | -------- | --------------------------- | ------- | ------ | ------------------ | ----------------------- |
| Perdeu | 0–1 | Mai 2018 | ITF Mödling, Áustria        | Grade 2 | Saibro | Romana Čisovská    | 6–3, 6–7(3–7), 0–6      |
| Venceu | 1–1 | Jun 2019 | ITF Bytom, Polônia          | Grade 2 | Saibro | Evialina Laskevich | 6–0, 6–2                |
| Venceu | 2–1 | Ago 2019 | ITF Székesfehérvár, Hungria | Grade 2 | Saibro | Antonia Ružić      | 6–3, 6–3                |
| Venceu | 3–1 | Set 2019 | ITF Győr, Hungria           | Grade 2 | Saibro | Julie Belgraver    | 4–6, 7–6(8–6), 7–6(7–1) |
| Venceu | 4–1 | Jun 2021 | Aberto da França, França    | Grade A | Saibro | Erika Andreeva     | 7–6(7–3), 6–3           |

#### Duplas: 6 (3 títulos, 3 vices)
| Legenda           |
| ----------------- |
| Grade A           |
| Grade 1/ B1 (0–2) |
| Grade 2 (3–1)     |
| Grade 3           |

| Status | V–D | Data     | Torneio                     | Nível    | Piso   | Parceira           | Oponentes                               | Placar           |
| ------ | --- | -------- | --------------------------- | -------- | ------ | ------------------ | --------------------------------------- | ---------------- |
| Venceu | 1–0 | Jun 2018 | ITF Bytom, Polônia          | Grade 2  | Saibro | Katarína Kužmová   | Nina Olyanovskaya Valeriia Olianovskaia | 6–4, 6–4         |
| Perdeu | 1–1 | Ago 2018 | ITF Budaörs, Hungria        | Grade 2  | Saibro | Romana Čisovská    | Polina Kudermetova Daniella Medvedeva   | 6–1, 3–6, [9–11] |
| Perdeu | 1–2 | Mar 2019 | ITF Villena, Espanha        | Grade 1  | Saibro | Diana Shnaider     | Liubov Kostenko Martyna Kubka           | 2–6, 3–6         |
| Venceu | 2–2 | Jun 2019 | ITF Bytom, Polônia (2)      | Grade 2  | Saibro | Evialina Laskevich | Jana Kolodynska Daria Krasnova          | 6–1, 6–3         |
| Venceu | 3–2 | Ago 2019 | ITF Székesfehérvár, Hungria | Grade 2  | Saibro | Evialina Laskevich | Živa Falkner Pia Lovrič                 | 6–1, 6–1         |
| Perdeu | 3–3 | Jul 2021 | ITF Klosters, Suíça         | Grade B1 | Saibro | Diana Shnaider     | Mara Guth Julia Middendorf              | 3–6, 6–3, [7–10] |